# Doug Morris
Doug Morris (23 de noviembre de 1938) es un ejecutivo de la música americana. Él es el actual Presidente y CEO de Sony Music Entertainment. Anteriormente se desempeñó como Presidente y CEO de la Universal Music Group 1995-2011.

## Vida y carrera
Nacido de padres judíos, Morris se graduó de la Universidad de Columbia. Comenzó una carrera en la industria de la música como compositor para Robert Mellin, Inc., una editorial de música. 
Después de unirse a Laurie Records como compositor y productor en 1965, Morris se convirtió en eventual vicepresidente y gerente general de la compañía discográfica. Más tarde comenzó su propio sello, Big Tree Records, que fue adquirida por Atlantic Records en 1978, que llevó a Morris a ser presidente.
Morris se convirtió en presidente de Atlantic Records en 1980, y se convirtió en copresidente y co-consejero delegado del Grupo grabación Atlántico, junto a Ahmet Ertegun, en 1990. Morris desempeñó un papel integral en la toma de Atlántico la empresa líder en la Warner Music Group. En 1994, Morris se movió a la posición del presidente y director de operaciones de Warner Music de Estados Unidos, y pronto fue nombrado presidente. Morris perdió una batalla ejecutivo de Warner que conduce a su salida de Warner Music en 1995.

## Carrera en Universal Music Group
Morris comenzó a trabajar con MCA Records en julio de 1995 mediante la formación de un sello discográfico empresa conjunta, que se convirtió en Universal Records cuando Morris fue nombrado Presidente y Director General de MCA Music Entertainment Group en noviembre de 1995. La compañía pasó a llamarse Universal Music Group el año siguiente. Fue honrado con una estrella en el Hollywood Walk of Fame ; la ceremonia se llevó a cabo el 26 de enero de 2010, en la esquina de Hollywood y Vine.

## Fundador de VEVO
Estrategias digitales progresistas de Morris le llevaron a convertirse en el primer ejecutivo de medios de monetizar los videos de música en línea, esencialmente ayudando a crear la música del mercado de vídeo bajo demanda en línea.  
Como fundador (y expresidente) de VEVO, Morris se asoció con el expresidente de Google, Eric Schmidt para lanzar el nuevo video musical de primera calidad y servicio de entretenimiento a finales de 2009. En su primer mes de lanzamiento, VEVO acumuló un récord de 35 millones de espectadores en los EE. UU.

## Motown: The Musical
En 2013, Morris fue coproductor y financista principal del musical de Broadway "Motown: The Musical ". Sobre la base de la historia de vida de Motown fundada por Berry Gordy, y con un catálogo de canciones clásicas. Fue nominado a cuatro premios Tony y fue el nuevo musical de mayor venta de la temporada 2012-2013 .

## Premios
- En 2003, la Academia Nacional de las Artes y las Ciencias (NARAS) otorgó a Morris el Premio al Mérito de la Presidencia
- En 2009, recibió el premio NARAS iconos, así como una estrella en el famoso Paseo de la Fama .
- En 2014, el Sr. Morris fue honrado por el Songwriters Salón de la Fama con el Premio Howie Richmond